# Csima Péter (labdarúgó)
Csima Péter (Budapest, 1995. július 7. –) magyar labdarúgó, aki jelenleg a Solothurn játékosa.

## Statisztika
| Klub             | Szezon | Bajnokság | Bajnokság | Kupa  | Kupa | Ligakupa | Ligakupa | Nemzetközi | Nemzetközi | Összesen | Összesen |
| Klub             | Szezon | Mérk.     | Gól       | Mérk. | Gól  | Mérk.    | Gól      | Mérk.      | Gól        | Mérk.    | Gól      |
| ---------------- | ------ | --------- | --------- | ----- | ---- | -------- | -------- | ---------- | ---------- | -------- | -------- |
| Kecskeméti TE    |        |           |           |       |      |          |          |            |            |          |          |
| 2013–14          | 1      | 0         | 1         | 0     | 4    | 0        | —        | —          | 6          | 0        |          |
| 2014–15          | 0      | 0         | 0         | 0     | 2    | 0        | —        | —          | 2          | 0        |          |
| Összesen         | 1      | 0         | 1         | 0     | 6    | 0        | 0        | 0          | 8          | 0        |          |
| Grenchen         |        |           |           |       |      |          |          |            |            |          |          |
| 2014–15          | 9      | 1         | 0         | 0     | —    | —        | —        | —          | 9          | 1        |          |
| Összesen         | 9      | 1         | 0         | 0     | 0    | 0        | 0        | 0          | 9          | 1        |          |
| Karrier összesen |        | 10        | 1         | 1     | 0    | 0        | 0        | 0          | 0          | 17       | 1        |

## Külső hivatkozások
- Csima Péter Transfermarkt
- Csima Péter MLSZ
- Csima Péter HLSZ